# Procranioceras
Procranioceras es un género extinto de artiodáctilo, de la familia Palaeomerycidae, que vivió en América del Norte durante el Mioceno, hace entre 16,3 y  13,6 millones de años aproximadamente.

## Taxonomía

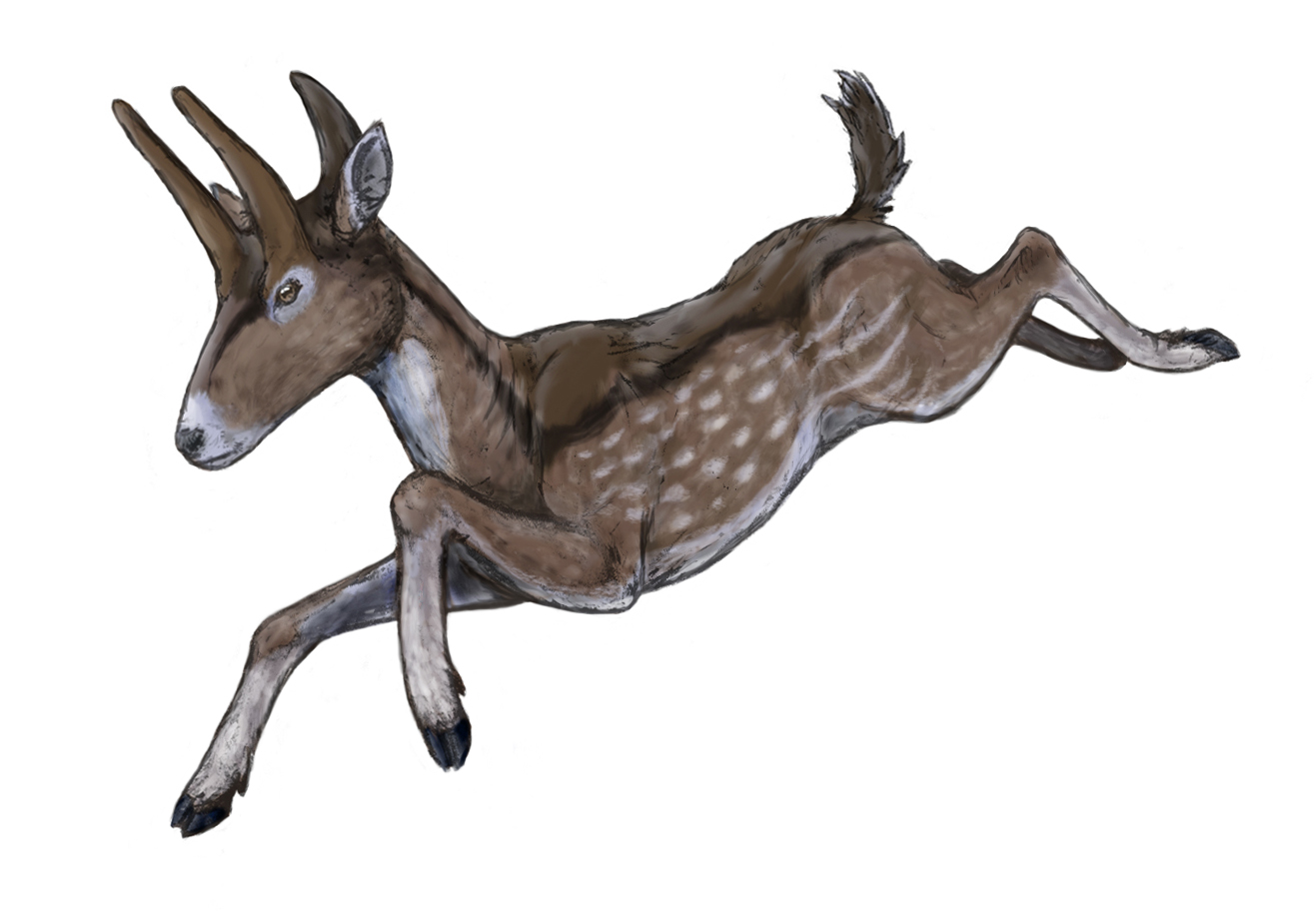
Restauración

Cranioceras (Procranioceras) skinneri fue nombrado por Frick (1937), como un subgénero. Fue reclasificado como Procranioceras por Janis y Manning (1998) y Prothero y Liter (2007). Fue asignado a Cranioceras por Frick (1937); a Dromomerycidae por Janis y Manning (1998); y Cranioceratini por Prothero y Liter (2007).

## Morfología
M. Mendoza, C. M. Janis, y P. Palmqvist examinaron un único espécimen para determinar su masa corporal.
- Espécimen 1: 250,9 kg (553,1 lb)

## Distribución fósil
- Bradley Site,  Formación Bone Valley, Condado de Polk (Florida)
- Four Courners Site, Saskatchewan
- Hottell Ranch Horse Quarry, Condado de Banner, (Nebraska)